# صاحب‌آباد، هند
صاحب‌آباد (به انگلیسی: Sahibabad) یک منطقهٔ مسکونی در هند است که در بخش قاضی‌آباد واقع شده‌است.